# Santísimo Cristo de la Sangre (Palma de Mallorca)
El Santísimo Cristo de la Sangre o Sant Crist de la Sang es una talla que representa a Jesucristo de Nazaret crucificado que se venera en la Iglesia de la Anunciación de Nuestra Señora, más conocida como Iglesia de la Sangre (Iglesia del Hospital General de Palma de Mallorca) en la ciudad de Palma de Mallorca (Islas Baleares, España). La talla goza de gran devoción entre los mallorquines que acuden a ella para encomendar sus necesidades.

## Características
El Cristo está realizado en madera de alcornoque y yeso, la de alcornoque es más ligera que otras maderas, con el fin de poder sacar en procesión la imagen con mayor facilidad. La imagen tiene un peso aproximado de 50 kg, es de estilo barroco, es decir, de brazos largos y poco cuerpo con desplome de su cabeza a la derecha y lleva peluca de pelo natural. Está depositada para su veneración en un camarín en la Iglesia de la Anunciación de Nuestra Señora, en el Hospital General. La venerada imagen del Cristo pertenece al Consejo Insular de Mallorca, de la que es patrono.
El Cristo de la Sangre es la imagen religiosa más venerada de Palma de Mallorca conjuntamente con la imagen de la Virgen de la Salud, patrona de la ciudad de Palma. También es muy venerado en toda la isla de Mallorca, conjuntamente con la Virgen de Lluc (patrona de Mallorca) y en el resto de las Islas Baleares.

## Historia
El Cristo es de autor anónimo y se desconoce también el año de su ejecución, aunque se sabe que ya procesionaba en 1564. El fervor popular por el Cristo de la Sangre se manifestó de forma especial durante los últimos días del año 2002, cuando una persona se abalanzó sobre el Cristo, precipitándolo al suelo con los consiguientes graves desperfectos, destrozándolo en un sinfín de fragmentos. La conmoción en la isla fue enorme y ésta sólo cesó al verse de nuevo restaurada la venerada imagen en su camarín. Fue reconstruido a instancias del Consejo Insular de Mallorca, y durante dos años en los que no pudo presidir su procesión fue sustituido por otro de menor tamaño y peso.  
La imagen del Cristo se encuentra en la Iglesia de la Sangre en una capilla constituida en 1552 por la cofradía de la Sang, la capilla se encuentra en uno de los laterales del templo. En esta capilla está el sagrario y en la parte superior se encuentra un camarín al que se accede por unas escaleras laterales, dónde se venera la escultura del Santísimo Cristo de la Sangre. El camarín es neobarroco, con cúpula de las llamadas de media naranja y consta de un intercolumnio de forma clásica. El habitáculo forma parte de una capilla que contiene una notable pinacoteca con escenas religiosas barrocas. Dos escaleras acceden a un deambulatorio donde se rinde el besapies al Santo Cristo, hoy en día protegido por un grueso cristal debido al acto vandálico antes mencionado.
La Iglesia de la Sangre o de la Anunciación, está actualmente adherida a la Archibasílica de San Juan de Letrán (la catedral de Roma).

## Cultos
Su fiesta se celebra el primer domingo de julio, durante esos días, con la imagen colocada delante del Altar Mayor, se celebra un triudo en su honor y una ofrenda floral. Pero el acto más destacable es la procesión que se celebra en Semana Santa el Jueves Santo, y que congrega cada año a más de veinte mil cofrades, y a centenares de miles de fieles, siendo la procesión más concurrida de la Semana Santa de las Islas Baleares. Durante esta jornada la imagen cristológica sale de la Iglesia de la Sangre entre las 4 y las 5 de la tarde y no regresa a su templo hasta la madrugada, la imagen recorre gran parte de la ciudad hasta llegar a la Catedral de Palma de Mallorca.
Durante estas fechas destaca también, el Miércoles Santo por la mañana, el descendimiento del Santísimo Cristo desde su altar (llamado el Davallament) hasta ser depositado horizontalmente enfrente del altar mayor para el besapies. Una característica de la procesión de esta imagen, es que el Cristo no es portado en un trono, ni en unas andas, sino que es llevado por uno de los mayordomos que con sus manos sujeta el pie de la cruz y por otros dos mayordomos que sujetan la imagen por dos varas de madera unidas a los brazos de la cruz, para mantener erguida la imagen y evitar que pierda el equilibrio.